# Papa Waigo N’Diayè
Papa Waigo N’Diayè (ur. 20 stycznia 1984 w Saint-Louis) – senegalski piłkarz grający na pozycji napastnika.

## Kariera klubowa
Waigo urodził się w Senegalu, ale piłkarską karierę rozpoczął już we Włoszech. Jego pierwszym klubem na Półwyspie Apenińskim był Hellas Werona. W sezonie 2002/2003 zaliczył w jego barwach dwa spotkania w Serie B. W sezonie 2003/2004 był już podstawowym zawodnikiem klubu z Werony i strzelił 7 goli w lidze. W kolejnym sezonie uzyskał 4 trafienia. W 2005 roku przeszedł do Ceseny. W sezonie 2006/2007 został najlepszym strzelcem zespołu, a także najskuteczniejszym obcokrajowcem w Serie B. Zdobył wówczas 15 bramek. Latem 2007 Senegalczyk trafił do pierwszoligowej Genoi. W Serie A zadebiutował 26 sierpnia w przegranym 0:3 domowym spotkaniu z Milanem. Od początku sezonu był rezerwowym, w styczniu 2008 przeszedł do Fiorentiny, a w styczniu 2009 został wypożyczony do US Lecce. Latem 2009 na tej samej zasadzie trafił do Southamptonu i po roku powrócił do Fiorentiny. W styczniu 2011 został wypożyczony do drugoligowego US Grosseto. Latem 2011 przeszedł do Ascoli Calcio.
Następnie grał w klubach emirackich i saudyjskich takich jak: Al-Wahda, Ettifaq FC
Al-Raed FC, Al-Ittihad Kalba i Al Urooba. W 2017 przeszedł do Al Thaid.
| Sezon   | Klub             | Kraj                         | Rozgrywki      | Mecze | Bramki |
| ------- | ---------------- | ---------------------------- | -------------- | ----- | ------ |
| 2002/03 | Hellas           | Włochy                       | Serie B        | 2     | 0      |
| 2003/04 | Hellas           | Włochy                       | Serie B        | 33    | 7      |
| 2004/05 | Hellas           | Włochy                       | Serie B        | 30    | 4      |
| 2005/06 | Cesena           | Włochy                       | Serie B        | 36    | 5      |
| 2006/07 | Cesena           | Włochy                       | Serie B        | 35    | 15     |
| 2007/08 | Genoa CFC        | Włochy                       | Serie A        | 9     | 0      |
| 2007/08 | ACF Fiorentina   | Włochy                       | Serie A        | 7     | 2      |
| 2008/09 | ACF Fiorentina   | Włochy                       | Serie A        | 0     | 0      |
| 2008/09 | Lecce            | Włochy                       | Serie A        | 6     | 0      |
| 2009/10 | Southampton      | Anglia                       | League One     | 35    | 5      |
| 2010/11 | ACF Fiorentina   | Włochy                       | Serie A        | 1     | 0      |
| 2010/11 | US Grosseto      | Włochy                       | Serie B        | 11    | 2      |
| 2011/12 | Ascoli Calcio    | Włochy                       | Serie B        | 40    | 15     |
| 2012/13 | Al-Wahda         | Zjednoczone Emiraty Arabskie | UAE League     | 26    | 13     |
| 2013/14 | Ettifaq FC       | Arabia Saudyjska             | I liga         | 26    | 9      |
| 2014/15 | Al-Raed FC       | Arabia Saudyjska             | I liga         | 10    | 2      |
| 2014/15 | Al-Ittihad Kalba | Zjednoczone Emiraty Arabskie | UAE League     | 12    | 3      |
| 2015/16 | Al-Ittihad Kalba | Zjednoczone Emiraty Arabskie | UAE Division 1 | 15    | 11     |
| 2016/17 | Al Urooba        | Zjednoczone Emiraty Arabskie | UAE Division 1 | 22    | 21     |
| 2017/18 | Al-Thaid         | Zjednoczone Emiraty Arabskie | UAE Division 1 | ?     | ?      |
| 2018/19 | Al-Thaid         | Zjednoczone Emiraty Arabskie | UAE Division 1 |       |        |

## Kariera reprezentacyjna
W reprezentacji Senegalu N’Diaye zadebiutował w 2006 roku. W 2008 roku został powołany przez Henryka Kasperczaka do kadry na Puchar Narodów Afryki 2008.